# سعد الله مزرعاني
سعد الله مزرعاني هو نائب الأمين العام للحزب الشيوعي اللبناني منذ مؤتمره الثامن في عام 1998. رشح للانتخابات البرلمانية لعدة مرات في جنوب لبنان وسجل قدرا كبيرا من الأصوات في كل مرة كان يترشح فيها لكنه لم ينجح أبدا في الفوز بمقعد برلماني. في انتخابات عام 2005 حصل على 8886 صوتا في الدائرة الثانية دون نجاح.
كان الأمين العام للاتحاد العام لطلبة الجامعة اللبنانية من 1971 إلى 1973 ثم الأمين العام لاتحاد الشباب الديمقراطي اللبناني من 1974 إلى 1978. هو أيضا عضو المكتب السياسي للحزب الشيوعي اللبناني منذ عام 1976 وحتى الآن وعضو المجلس المركزي للحركة الوطنية اللبنانية من 1982 إلى 1987. كما كتب مزرعاني مقالا أسبوعيا في صحيفة الأخبار وفي العديد من الأوراق العامة والحزبية.